# Fernando Aliata
Fernando Rodolfo Aliata (n. La Plata, Argentina, en 1953) es un arquitecto, historiador, catedrático e investigador en historia y teoría de la arquitectura moderna y contemporánea e historia del paisaje.

## Trayectoria académica
Estudió Arquitectura en La Plata donde se graduó en la Facultad de Arquitectura y Urbanismo de la Universidad Nacional de La Plata en 1978. 
Durante 3 años realizó una experiencia de estudios de posgrado e investigación en el IUAV de Italia.
Se doctoró en Historia en la Facultad de Filosofía y Letras de la Universidad de Buenos Aires (UBA) en el año 2000 con la tesis: La ciudad regular. Arquitectura, programas e instituciones en el Buenos Aires posrevolucionario (1826 – 1835). Es Catedrático de Historia de la Arquitectura 1 a 3 en la FAU-UNLP desde 1995. Es investigador independiente del Consejo Nacional de Investigaciones Científicas y Técnicas de Argentina (CONICET).
Ha dictado clases en la Universitá IUAV de Venezia, el politécnico de Milano, La Scola da Cidade de Sao Paulo, la Pontificia Universidad Católica de Chile, la Universidad de la República del Uruguay y otras universidades nacionales y extranjeras.
Primer director del Doctorado en Arquitectura y Urbanismo de la UNLP. Junto al Arq. Fernando Gandolfi creó el Instituto de Investigación en Historia, Teoría y Práxis en 2009 luego del reordenamiento en el área de investigación al desaparecer el Instituto de Estudios del Hábitat. 
Entre otras responsabilidades puede mencionarse que de 1997 a 2011 fue miembro del Consejo editorial de la Revista Block en la Universidad Di Tella. Del año 1998 a 2007 fue Vicedirector del Instituto de Estudios del Hábitat bajo la dirección del Dr. Elías Rosenfeld en la Facultad de Arquitectura y Urbanismo de la UNLP. Además entre los años 2007 a 2013 fue director del Doctorado en Arquitectura y Urbanismo en la Facultad de Arquitectura y Urbanismo de la Universidad Nacional de la Plata. Es codirector del HITEPAC - Instituto de Historia, Teoría y Práctica de la Arquitectura. Elegido Presidente de la Asociación Argentina de Investigadores en Historia (AsAIH). Ha publicado numerosos artículos y libros de historia de la arquitectura y la ciudad referidos sobre todo ala primera mitad del siglo XIX y la segunda mitad del siglo XX, así como algunas contribuciones relacionadas con la historia del paisaje y el territorio.

## Publicaciones
Es uno de los académicos argentinos en arquitectura con mayor producción y publicaciones de libros y artículos, entre los que se destacan:
- Mario Palanti. Buenos Aires; Año: 2014; p. 120
- Estrategias proyectuales. Los géneros del proyecto moderno. Buenos Aires; Año: 2013; p. 270. ISBN 978-987-3607-22-6
- A paisagem como cifra de harmonia. Relacoes entre cultura e natureza a través do olhar paisagistico. Curitiba; Año: 2008; p. 258. Coautora: Graciela Silvestri. ISBN 978-85-7335-216-0
- Carlo Zucchi. Arquitectura, Decoraciones Urbanas, Monumentos. La Plata; Año: 2008; p. 544
- Manteola, Sanchez Gómez, Santos, Solsona, Salaberry. Buenos Aires; Año: 2007; p. 198
- La ciudad regular. Arquitectura, programas e instituciones en el Buenos Aires posrevolucionario (1821- 1835). Buenos Aires; Año: 2006; p. 303
- Diccionario de Arquitectura y Urbanismo en la Argentina. Buenos Aires; Año: 2004; p. 1250. Coautor: Jorge Francisco Liernur
- El paisaje como cifra de armonía. Relaciones entre cultura y naturaleza a través de la mirada paisajística. Buenos Aires; Año: 2001; p. 205. Coautora: Graciela Silvestri
- Carlo Zucchi y el Neoclasicismo en el Río de la Plata. Buenos Aires; Año: 1998; p. 168. ISBN 978-987-25650-6-0
- Materiales para la Historia de la Arquitectura, el hábitat y la ciudad en la Argentina. La Plata; Año: 1996; p. 350
- El paisaje en el arte y las ciencias humanas. Buenos Aires; Año: 1994; p. 182. Coautora: Graciela Silvestri